# Марія дель Кармен Домінгес
Пані Марія дель Кармен Домінгес (ісп. María del Carmen Domínguez) — чилійська дипломатка. Директор Чилійської дипломатичної академії Андрес Белло (з 2022).

## Життєпис
Отримала ступінь магістра державного управління (MPA) Школи уряду Гарвардського університету та ступінь магістра міжнародного економічного права (LLM) університету Воріка, Всесвітній стипендіат Єльського університету.
З 1991 року на дипломатичній службі Чилі. Вона була заступником постійного представника Чилі в ООН (2018) і керівником апарату заступника міністра закордонних справ Чилі (2006—2008), OECD (2011—2014) і Світовій організації торгівлі (WTO) (2002—2006). Крім того, серед інших функцій вона була директором зі стратегічного планування (2014—2018) і керівником апарату заступника міністра закордонних справ Чилі (2006—2008).
До того як стати директором Чилійської дипломатичної академії (ACADE), вона була спеціальним радником Верховного комісара ООН з прав людини пані Мішель Бачелет (2018—2021).
З 11 березня 2022 року очолила Чилійську дипломатичну академію Андрес Белло.